# Ejaculatie (mannen)
Ejaculatie of zaadlozing is bij mannen de uitstoot van sperma. Hierdoor kan de vrouw bevrucht worden. Deze manier van voortplanten komt bij veel diersoorten voor, zo ook bij de mensen. Antoni van Leeuwenhoek heeft in 1677 ontdekt dat het ejaculaat zaadcellen bevat (de eicellen van vrouwen zijn pas veel later ontdekt).
Ejaculeren vindt plaats bij de geslachtsgemeenschap, masturbatie of een natte droom. Meestal treedt gelijktijdig een orgasme op, maar het voorkomen van slechts een van beide is ook mogelijk. Gemiddeld ejaculeert een man 2 tot 6 milliliter sperma. De hoeveelheid wordt beïnvloed door factoren zoals de tijd die is verstreken sinds de vorige zaadlozing, leeftijd en hoeveelheid stress.
Indien men minder dan 2,0 ml sperma ejaculeert dan wordt dit hypospermie genoemd en indien men meer dan 6,0 ml sperma ejaculeert dan heet dit hyperspermie.

## Fasen
De ejaculatie kent drie fases, te weten: de beginfase, ook wel de coming up genoemd, deze fase komt vaak snel op. Tijdens de tweede fase, ook wel de kernfase genoemd, bereidt de penis zich voor om te gaan ejaculeren en spannen de zaadleiders zich aan om de snelheid van de ejaculatie te verhogen. De derde fase is de eindfase waarin de ejaculatie plaatsvindt waarna de penis zich weer ontspant.

### Stimulatie
Gewoonlijk leidt seksuele opwinding bij de man tot een erectie en, bij aanhoudende stimulatie, tot zaadlozing. Een erectie leidt niet noodgedwongen tot een zaadlozing, noch is hij noodzakelijk voor een ejaculatie. Ook mannen met een erectiestoornis kunnen ejaculeren.
Stimulatie door middel van geslachtsgemeenschap of masturbatie kan voldoende zijn om een ejaculatie op gang te brengen. Sommige mannen kunnen ejaculeren zonder masturbatie of geslachtsgemeenschap, door samentrekken van spieren rond de penis, door te fantaseren, al dan niet met erotische beelden of situaties, of een combinatie daarvan. De benodigde duur van de stimulatie varieert per individu. Voor de zaadlozing kan voorvocht uit de urinebuis lekken; dat voorvocht kan ook al levende zaadcellen bevatten, waardoor een vrouw bevrucht kan worden.
Het sneller dan gewenst ejaculeren wordt voortijdige zaadlozing genoemd.

### Ejaculatie
Als gevolg van stimulatie kan er een ejaculatie plaatsvinden. De ejaculatie wordt geregeld door het orthosympathisch zenuwstelsel. De ejaculatie duurt gewoonlijk enkele seconden en gaat veelal gepaard met een lichamelijk en geestelijk hoogtepunt, orgasme genoemd.
De ejaculatie begint met de zaadcellen die door peristaltische bewegingen van de zaadleiders worden voortgestuwd vanuit de bijballen, langs de zaadblaasjes en de prostaat. Bij de zaadblaasjes wordt basisch vocht toegevoegd, waardoor de zaadcellen actief worden. Ze kunnen zich dan voortbewegen met hun zweepstaart. De prostaat voegt vocht toe dat voedingsstoffen bevat voor de zaadcellen. Na dit proces is het sperma gevormd zoals het wordt geëjaculeerd.
Een gemiddelde ejaculatie bestaat uit 10 tot 15 samentrekkingen van de Musculus bulbospongiosus, een spier in het perineum. Na de eerste samentrekking zal de ejaculatie zich voltooien onder invloed van het orthosympathisch zenuwstelsel, waarop er geen invloed uitgeoefend kan worden. De frequentie van de samentrekkingen neemt af tijdens de ejaculatie. De samentrekkingen verlopen meestal regelmatig, met aan het einde een aantal onregelmatige samentrekkingen.
Pornofilms suggereren dat bij een ejaculatie het sperma altijd met flinke kracht uit de penis spuit, dit is echter niet bij alle mannen het geval, en het is ook niet van belang voor de ervaring van de vrouw of de mogelijkheid van bevruchting. Verschillende factoren spelen een rol bij de kracht waarmee het sperma uit de penis komt. Dit verschilt van man tot man, terwijl zaken als de mate van opwinding, de leeftijd en de verlopen tijd sinds de vorige ejaculatie meespelen. Sommige mannen spuiten over enige afstand, bij anderen vloeit of druppelt het sperma uit de penis. Dit is bij geslachtsgemeenschap, waarbij de penis immers al in de vagina zit, niet van invloed op de zwangerschapskans.

### Refractaire periode
De meeste mannen komen na een ejaculatie in een refractaire periode. Tijdens deze periode kunnen ze geen nieuwe erectie krijgen en voelen ze zich doorgaans verzadigd of soms slaperig. Stimulatie wordt tijdens deze periode vaak als onprettig of zelfs pijnlijk ervaren.
De duur van deze periode verschilt sterk en wordt beïnvloed door een aantal factoren, waaronder de leeftijd. Over het algemeen duurt de refractaire periode korter bij jonge mannen.

## Ontwikkeling van de zaadlozingen

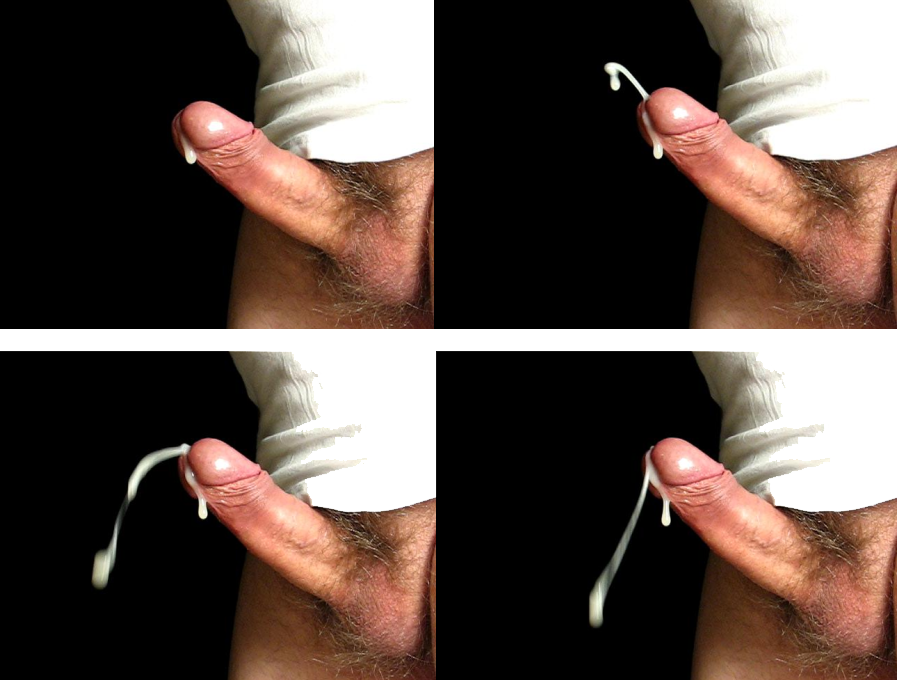
De ejaculatie bij de mens in vier stappen getoond

De eerste zaadlozing vindt bij mannen meestal plaats tussen het elfde en het zestiende levensjaar. Vanaf die eerste zaadlozing kan een jongen spermacellen maken, die echter meestal te laag in aantal zijn om een kind te verwekken.

## Dieren
Bij honden en andere roofdieren treedt er zeer snel een ejaculatie op, die blijft voortduren zolang ze gestimuleerd worden. Een man ejaculeert een bescheiden hoeveelheid in vergelijking met bijvoorbeeld een beer (mannelijk varken), die tijdens een langdurige stimulatie blijft doorpompen en zo soms wel een halve liter ejaculeert. Mannelijke blauwe vinvissen produceren het meeste sperma van het dierenrijk, met zo'n 20 liter sperma per ejaculatie. Nochtans zijn de spermacellen van walvissen even klein als die van andere zoogdieren zoals spitsmuizen.